# Гребневская церковь (Одинцово)
Гре́бневская церковь — православный храм в городе Одинцово Московской области, одна из исторических построек города. Входит в состав Одинцовского благочиния Одинцовской епархии Русской православной церкви.

## История
В 1673—1679 годах была построена деревянная церковь во имя священномученика Артемона — небесного покровителя владельца села, боярина Артамона Матвеева.
История храма начинается в конце 1790-х годов, когда село Одинцово стало владением графини Елизаветы Зубовой. По её указанию рядом со старой ветхой деревянной церковью священномученика Артемона к осени 1801 года был построен каменный храм в стиле классицизма. Новая церковь была освящена во имя Гребневской иконы Божией Матери, и в неё была перенесена утварь из старой церкви.
В 1812 году храм был осквернён французами, но на следующий год освящён заново. В 1898 году были пристроены трёхъярусная колокольня, трапезная и два придела: во имя Святителя Николая и преподобных Сергия Радонежского и Саввы Сторожевского.
После революции 1917 года в Гребневской церкви по-прежнему продолжалось совершение обрядов. Содержание и ремонт церкви были возложены исключительно на церковную общину. Ни об одном ремонте Одинцовского храма в советское время архивных документов не обнаружено[кем?]. В соответствии с постановлением ВЦИК от 23 февраля 1922 года из церковного имущества изъяты «все драгоценные предметы из золота, серебра и камней, изъятие которых не могло существенно затронуть интересы самого культа», которые должны были быть переданы в органы Наркомфина со специальным назначением в фонд Центральной комиссии помощи голодающим.
Гребневская церковь функционировала до 3 ноября 1937 года, после чего была закрыта. В советское время это здание использовалось как хозяйственный склад, в 1960 году было взято под охрану.
Богослужения возобновились в марте 1991 года. Ныне при храме действует воскресная школа и православный молодёжный центр.
Престольный праздник — Гребневской иконы Божией Матери (10 августа).

## Настоятели
| Сан и имя                                              | Годы жизни             | Годы настоятельства               |
| ------------------------------------------------------ | ---------------------- | --------------------------------- |
| Протоиерей Александр Ворончев                          | 1876—1941              | 1928—1938                         |
| Священник Игорь Борисов                                | род. 17 июня 1962      | март 1991 — октябрь 1997          |
| Священник Николай Симонов                              | род. 18 февраля 1958   | октябрь 1997 — 9 ноября 1999      |
| Архимандрит Нестор (Жиляев)                            | 13.03.1955—12.10.2019  | 9 ноября 1999 — 29 ноября 2010    |
| Священник Григорий Федотов                             | род. 11 июля 1982      | с 29 ноября 2010 — 03 апреля 2024 |
| Архиепископ Одинцовский и Красногорский Фома (Мосолов) | род. 30 ноября 1978 г. | с 03 апреля 2024                  |

## Священнослужители
Священник Вадим Шинкевич (назначен 28 июня 2017 года)
Священник Николай Колесник, секретарь отдела по работе с медицинскими учреждениями Московской (областной) епархии (назначен 19 мая 2009 года.
Священник Глеб Федотов (назначен 8 декабря 2009 года.
Священник Иоанн Фёдоров, настоятель Неопалимовского храма города Кубинки (ДПК Кубинка-60) Одинцовского района (назначен 9 апреля 2012 года.
Священник Константин Ильин (назначен 2 апреля 2018 года.